# Франческо Молінарі
Франческо Молінарі (італ. Francesco Molinari) — італійський гольфіст, переможець Відкритого чемпіонату  Британії 2018 року, перший італійський гольфіст, якому підкорився мейджор.

## Походження та любительський гольф
Молінаті народився в Турині. Він молодший брат гольфіста Едоардо Молінарі. За часів любительства він двічі виграв чемпіонат Італії серед любителів за форматом на найменшу кількість ударів і раз за матчовим форматом. Це сталося 2004 року, і в тому ж році він перейшов у професіонали.

## Професіональна кар'єра
Картку Європейського туру Молінарі здобув у 2005 році через школу кваліфікації. У травні 2006 року він здобув свою першу перемогу — виграв  Telecom Italia Open.
Молінарі грав за Європу у трьох переможних для європейців Кубках Райдера: 2010, 2012 та 2018 року. Хоча його особистий внесок у перші дві перемоги був не особливо великим, але він розділив очки з Тайгером Вудсом у завершальній грі Кубка Райдера 2012, в якому в останній день європейці відігралися при рахунку 6:10 і зуміли не тільки відстояти кубок, а й перемогти. В Кубку 2018 року виступ Молінарі був  зірковим. Він виграв усі 5 матчів, у яких брав участь, перші чотири в парі із Томмі Флітвудом. 
Вершиною кар'єри Молінарі стала перемога на Відкритому чемпіонаті Британії, який британці називають The Open, 2018 року. Молінарі перебував у тісній групі претендентів і перед останнім днем відставав від трійці лідерів на три удари. До 13 лунки він тримав пар, залишаючись в зоні досяжності, тоді, коли його супротивники сипалися один за одним. Два берді на 14-й та 18-й лунах принесли йому перемогу з відривом у два удари.
У сезоні 2018 Молінарі оголосили гольфістом року.

## Виноски
1. ↑  Molinari ends wait for home win. BBC Sport. 7 травня 2006. Процитовано 13 квітня 2009.